# Sagra humeralis
Sagra humeralis är en skalbaggsart som beskrevs av Martin Jacoby 1904. Sagra humeralis ingår i släktet Sagra och familjen bladbaggar. Inga underarter finns listade i Catalogue of Life.